# Kolor prawdy
Kolor prawdy (tytuł oryg. Hak bak sam lam) – hongkoński kryminalny film akcji w reżyserii Wonga Jing i Marco Maka, którego premiera odbyła się 20 czerwca 2003 roku.

## Obsada
Źródło: Filmweb

- Anthony Wong – Huang
- Jordan Chan – Wai
- Francis Ng – Chiu
- Yin Tse – Kwan
- Sean Lau – Seven Up
- Terence Yin – Cyclops
- Chapman To – Big Sai
- Gillian Chung – Katie
- Pinky Cheung – matka Coke
- Raymond Wong – Coke
- Robert F. Saunders – strażnik
- Yat Ning Chan

## Nagrody i nominacje
W 2003 roku podczas 40. edycji Golden Horse Film Festival Marco Wan zdobył nagrodę Golden Horse Award w kategorii Best Original Film Score, a Tat Chiu Lee był do niej nominowany w kategorii Best Action Choreography. W 2004 roku podczas 11. edycji Hong Kong Film Critics Society Awards film zdobył nagrodę Film of Merit.